# Мезенец, Александр Иванович
Александр Иванович Мезенец (настоящая фамилия — Стремоухов; нач. XVII века, Новгород-Северский — после 1677, Москва ?) — монах звенигородского Саввино-Сторожевского монастыря, русский музыкальный теоретик, справщик книг богослужебного знаменного пения, один из авторов, составитель и редактор трактата «Азбука знаменного пения (Извещение о согласнейших пометах)», автор виршей, книгописец.

## Биография
Происходил из новгород-северского дворянского рода Стремоуховых, особенно выдвинувшегося на ратной казачьей службе в ходе отражения нашествий отрядов из Речи Посполитой и Крыма в 1-й пол. XVII в. Его отец Иван упоминается в «росписях» служилых людей по Новгороду Северскому.
Обучался в Киево-Могилянской академии (около 1640-х гг.).
Монахом Саввино-Сторожевского монастыря стал в 1640-х гг., пребывая в там, Александр Мезенец вместе с другими писцами-клирошанами занимался переписыванием крюковых сборников. Среди сохранившихся певчих книг монастырской библиотеки обнаружено 6 рукописей, в создании которых он принял участие.
Обладал изящным полууставным почерком, владел искусством оформления книги. В своих виршах он отметил «случайность» возникновения его «клиросского прозвания» — Мезенец.
В 50-х гг. XVII в. переехал в Москву, вероятно, вместе с известным композитором Иваном Календой, которого цитировал в книге «Граматка пения мусикийскаго или известного правила в слоге мусикийском, в них обретаются шесть частей им разделены» (Смоленск, 1677).
Предположительно, участвовал в деятельности 1-й московской комиссии по исправлению книг раздельноречного пения (1652—1654).
Возглавлял комиссию, которая должна была провести исправления московских церковных музыкальных книг и реформу самого церковного пения и музыкальной нотации «крюкового знамения».
Опираясь на хорошо известные певцам киноварные пометы, изложил разработанные дидаскалами теоретические вопросы, включая положения о системе признаков и о взаимозаменяемости её с системой помет. В трактате представлено расширение традиционного звукоряда до 12 ступеней со введением соответствующих киноварных обозначений (на базе трудов Ивана Шайдурова), установлена единая азбука знаменной нотации с классификацией невм по типам роспева, объяснён принцип расшифровки попевок путём изложения их «дробным знаменем» как теоретически, так и практически, на конкретных строках Ирмология, впервые введена ритмическая классификация основных знамен и система их соподчинения. Трактат начинается предисловием с описанием истории проведения музыкальной реформы и завершается акростихом, из которого следует, что над руководством «трудился Александер Мезенец и прочии». Имея трактат, мастера-печатники могли начать изготовление наборной азбуки крюковых знаков, что вскоре и было выполнено. На основании царского указа от 15 декабря 1670 мастера наградили деньгами; возможно, это было связано с завершением им трактата. Наиболее вероятной датой написания «Извещения» является 2-я половина 1670 года.
Позже стал — справщиком (редактором) Московского печатного двора. В январе 1673 получил на Печатном дворе 10 руб. жалованья как «праворечного пения справщик». Очевидно, в 1672 он сменил там Александра Печерского в деле надзора за печатанием певческих текстов.
Один из авторов теоретической работы «Азбука знаменного пения (Извещение о согласнейших пометах)» (1668), которая является полным изложением теории знаменного пения.